# Проворная узкоротая квакша
Проворная узкоротая квакша (лат. Microhyla berdmorei) — вид узкоротых квакш, обитающий в восточной Индии, Бангладеш, на самом юге Китая (Юньнань), Индокитае, на островах Калимантан и Суматра. Видовое латинское название дано в честь Томаса Мэттью Бердмора (Thomas Matthew Berdmore, 1811–1859).

## Внешний вид
Самцы вырастают в длину до 25-28 мм, самки — до 27-45 мм. Головастики достигают 23 мм в длину. Имеют характерный желтоватый живот. У квакш есть сравнительно длинные ноги, и они могут делать впечатляющие прыжки.

## Среда обитания
Проворные узкоротые квакши обитают в различных влажных вечнозелёных лесах, вблизи рек. Самцы собираются в большие хоры.